# アンドレア・ペト
アンドレア・ペト（Andrea Pető、1964年 - ）は、ハンガリー出身の歴史学者である。中央ヨーロッパ大学のジェンダー研究科の教授であり、ハンガリー科学アカデミーの科学博士でもある。政治的急進主義と、それがどのように社会の集合的記憶を形成するかについての研究の第一人者として知られ、現代社会を学際的かつジェンダー的な観点から評価している。ナチズムとスターリニズムがハンガリーや東ヨーロッパに与えた影響や、それらの運動への女性の加担についても分析を行っている。ハンガリー功労勲章オフィシエ十字章、ハンガリー科学アカデミー・ボリャイ賞、全ヨーロッパアカデミー・ド・シュテル夫人賞など、その学術的貢献が高く評価されている。

## 初期の人生と教育
1987年にエトヴェシュ・ロラーンド大学で歴史・文化・文明の修士号を取得し優秀な成績で卒業した。その後、社会学を学び、1989年にカール・マルクス経済科学大学（2004年からはブダペシュト・コルヴィヌス大学として知られている）を優等で卒業した。1987年から1991年にかけて、ハンガリー政治史研究所で研究員として働き、1991年には中央ヨーロッパ大学の歴史学部の学術コーディネーターとして採用された。1992年にはエトヴェシュ・ロラーンド大学で現代史の博士号を取得し、2000年にはふたつめの博士号を取得した．2001年から2002年にかけてはイタリアのフィレンツェにある欧州大学院でジャン・モネ奨学金を得て研究を行った。

## 経歴
2002年から2008年にかけてミシュコルツ大学で准教授として教鞭をとり、2004年から2008年には同大学のジェンダー研究・機会均等センター長を務めた。同時に2003年から2005年にかけては、中央ヨーロッパ大学の助教として、ジェンダー研究を教えていた。2005年にはエトヴェシュ・ロラーンド大学で現代史の学位を取得した。2005年から2015年まで、ペトは中央ヨーロッパ大学の准教授を務め、後年には正教授に昇進したハンガリー科学アカデミーの科学博士の称号を授与された。客員講師として、Buenos Aires、フランクフルト、ノヴィ・サド、ストックホルム、トロントなどの大学で女性史やオーラルヒストリーに関する講義を行い、東欧や中東で講演を行っている

### 研究
ペトはジェンダー史を研究しており、中東欧のジェンダー研究の第一人者となっている。彼女は特に政治的過激派を検証することに関心があり、ナチスとスターリンによる迫害とその社会への影響を、ジェンダーというレンズを通して分析している。初期には、第二次世界大戦後の政治的転換期において、当局がどのように女性団体を解散させたか、政治に携わる女性がこの時代をどう生きたかなどの歴史を研究し、ユーリア・ライク（見せしめ裁判で処刑されたラースロー・ライク外務大臣の配偶者）の生涯を描いた本を執筆、本書はドイツ語とブルガリア語で出版された。
受賞歴のある2003年の「Napasszonyok és holdkisasszonyok」（「Sun Ladies and Moon Maidens」）は、政治的に保守的な女性のパラドックスについて考察したものである。伝統的なハンガリー社会では、政治は男性の領域だったが、保守的な価値観を支持することで、女性も男性的なシステムの中で力を得ることができた。彼女はイルディコ・バルナと共に執筆した2014年の作品『第二次世界大戦後のブダペストにおける政治的正義』（原著は2012年にハンガリー語で出版）でこのテーマを基に、人民裁判の持ち込まれた事件と、それが戦後のユダヤ人のアイデンティティに与えた影響を検証した。裁判にかけられた事件の多くは、ユダヤ人が戦争の残虐行為に対する復讐を果たすために裁判を利用した、という、一時代についての集合的な記憶に異議を唱えるものであった。ペトらは、典型的にはナチスとの協力やユダヤ人の財産の窃盗を扱った事件の大半が無罪に終わったことを発見した。調査された証拠は、当局がユダヤ人という用語さえも避ける方針を固守していたことを示していた。ペトらの分析はまた、裁判所は一般大衆的な男性によって支配されている、という認識にもかかわらず、告発者としても被告人としても女性の参加が多かったことを示した。さらに、社会の伝統的な役割を支持する女性は、通常、より軽い判決を受けたことがわかった。
2018年の作品『Elmondani az elmondhatatlant a nemi erőszak története Magyarországon a II.világháború alatt』（『語られざることを語ろう：第二次世界大戦中のハンガリーにおける性的暴力の物語）』では、戦時性暴力について考察している。彼女の分析では、戦時中にハンガリー女性を強姦し略奪したのは単に「侵略者」というだけのものではなかったと指摘し、男性の攻撃性や他者への懲罰という安易な答えを却下している。ペトの評価では、民族性が原動力ではなく、アルコール消費、緩い軍規、そしてソ連占領軍がハンガリーの［法的］管轄権の外にあったという事実」によって強姦の増加が引き起こされたことが確認された。彼女は女性兵士が性暴力に参加したこと、そしてその参加は、主に男性に対するレイプがタブーであったことによって、この時代の集合的記憶からほとんど消し去られてしまったことを記録している。歴史的な物語における不可視性というテーマを継続する彼女の作品『The Women of the Arrow Cross Party: Invisible Hungarian Perpetrators in the Second World War』（『矢十字党の女たち: 第二次世界大戦におけるハンガリーの見えない加害者』）は、1944年10月15日のチェンジェリー通り64番地の大虐殺の加害者が、どのように、そしてなぜ不可視化されたのかを探っている。ペトは、事件に対するこうした記憶の操作が、21世紀における極右運動の再興への道を開いたと主張している。

### 政治活動
ペトは、1945年から1951年にかけてハンガリーで活動した女性団体の歴史に関する彼女の著書を宣伝するため、2003年にセルビアのノヴィ・サドを訪れた。その際、重要な女性が住んでいた場所、女性団体が活動していた場所、女性のモニュメントがある場所を地図に沿って歩くフェミニスト・ウォークを目撃し、ブダペストでも同様のウォークを行うことを決意した。1945年以降、共産主義政権によって女性団体が禁止され、女性のためのモニュメントがほとんど存在しないため、調査が必要だった。ペトは、モニュメントや記憶が政治や権力関係の反映であることを認識し、このツアーを教育方法とアクティビズムの両面で活用している。彼女のツアーに触発された学生たちは、2017年にラブリス・レズビアン協会の記録を用いて、コミュニティにとって重要なランドマークを探し出し、レズビアンすについて同様の地図を作成した。ペトはまた、ホロコーストや戦争犯罪といった世界的な出来事に関係する場合、EUの「忘れられる権利」政策にも反対の声を上げている。
2010年にヴィクトル・オルバンがハンガリーの首相に選出されて以来、ペトの政治的過激主義に関する活動は挑戦的なものとなっている。彼はその保守的な政治姿勢から、学問の自由を制限、報道の自由を抑制、司法の独立を侵食し、公的機関やNGOを統制しようとした。ペトは、様々な社会セクターの幅広い視点を代表する多様な組織に代わって、資金を受け取る参加者に特定のアイデンティティ要件を課す組織を政府がつくったと主張している。続いて、研究結果が国家によって望まれる物語を生み出すように、科学的手続きを無視する人たちによって構成される「研究機関」を創設し、独立した出版社を排除した。ペトは、非自由主義的な民主主義の出現を強く批判している。また、戦時中の性的暴力に対応する形で1945年にハンガリーで初めて合法化された妊娠中絶サービスを縮小する試みを含め、女性の権利の縮小について新聞や雑誌に寄稿している。
政府の反移民政策は外国人嫌悪の高まりを引き起こし、国内の移民・難民に対する反発を招いた。政府の無策への対応として、中央ヨーロッパ大学の職員と学生は資金を集め、2015年以降、セルビアからハンガリーに逃れてきた難民に門戸を開いた。2018年、中央ヨーロッパ大学はブダペストでの活動を強制的に禁止され、ウィーンに移転した。2021年、教員養成の資格を削減する計画や、今後の記事において欧州高等教育質保証協会を批判するコメントを削除するように求める検閲を受け、ペトは2018年から務めていたハンガリー認定委員会の役職を辞した。

## 賞誉
ペトは2005年にハンガリー功労勲章の将校十字章を授与され、翌年にはハンガリー科学アカデミーのボリャイ賞を受賞している。2018年には、ハンガリー人として初めて全欧州アカデミーのド・スタール夫人賞を受賞した。同賞では、ホロコースト、第二次世界大戦、政治的過激主義に関する研究を含む、ジェンダーとヨーロッパ現代史に関する彼女の幅広い研究が評価された 。2021年にはストックホルムのセーデルトールン大学から名誉博士号を授与されている。

## 代表的な作品
ペトは 5 つの研究論文を執筆し、250 以上の記事と書籍の章を出版し、31冊の文学書を編集している。彼女の作品は、ブルガリア語、クロアチア語、英語、フランス語、グルジア語、ドイツ語、ハンガリー語、イタリア語、ロシア語、セルビアなど、17以上の言語で出版されている。彼女はハンガリーの2つの学術雑誌と6つの国際出版物の編集委員会を務めており、European Journal of Women's Studies の副編集長でもある。
- Pető, Andrea (2003). Women in Hungarian Politics, 1945–1951. Boulder, Colorado: East European Monographs. ISBN 978-0-88033-510-2[5]
- Pető, Andrea (2003) (ハンガリー語). Napasszonyok és holdkisasszonyok: a mai magyar konzervatív női politizálás alaktana [Sun Ladies and Moon Maidens: The Morphology of Today's Hungarian Conservative Female Politicking]. Budapest: Balassi Kiadó. ISBN 978-963-506-561-5[5]
- Pető, Andrea (2007) (ハンガリー語). Geschlecht, Politik und Stalinismus in Ungarn: eine Biographie von Júlia Rajk [Gender, Politics and Stalinism in Hungary: A Biography of Júlia Rajk]. Studien zur Geschichte Ungarns. 12. Herne, North Rhine-Westphalia: Gabriele Schäfer Verlag. ISBN 978-3-933337-43-6[5]
- Barna, Ildikó; Pető, Andrea (2014). Political Justice in Budapest after World War II. Budapest: en:Central European University Press. ISBN 978-963-386-052-6[5]
- Pető, Andrea; Hecht, Louise; Krasuska, Karolina (2015). Women and the Holocaust: New Perspectives and Challenges. Warsaw, Poland: Instytut Badań Literackich PAN. ISBN 978-83-64703-24-9[5]
- Altınay, Ayşe Gül; Pető, Andrea (2016). Gendered Wars, Gendered Memories: Feminist Conversations on War, Genocide and Political Violence (First ed.). London: Routledge. ISBN 978-1-4724-4285-7[5]
- Köttig, Michaela; Renate, Bitzan; Pető, Andrea (2017). Gender and Far Right Politics in Europe (First ed.). Cham, Switzerland: en:Springer International Publishing. ISBN 978-3-319-43533-6[5]
- Gender: War. Macmillan Interdisciplinary Handbooks. Farmington Hills, Michigan: en:Macmillan Reference USA. (2017). ISBN 978-0-02-866322-7[5]
- Pető, Andrea (2018) (ハンガリー語). Elmondani az elmondhatatlant: a nemi erőszak története Magyarországon a II. világháború alatt [Speaking of the Unspeakable: The Story of Sexual Violence in Hungary During World War II]. Budapest: Jaffa Kiadó. ISBN 978-963-475-083-3
- Pető, Andrea (2020). The Women of the Arrow Cross Party: Invisible Hungarian Perpetrators in the Second World War. Cham, Switzerland: en:Palgrave Macmillan. ISBN 978-3-030-51224-8[20]
- Pető, Andrea (2021). The Forgotten Massacre: Budapest in 1944. Munich: en:De Gruyter. ISBN 978-3-11-068748-4[20]